# Johann Kaspar Thürriegel
Johann Kaspar Thürriegel, también conocido como Johann Caspar von Thürrigel y españolizado como Juan Gaspar de Thürriegel, (Konzell-Gossersdorf, Baviera; 31 de julio de 1722-Pamplona; 26 de enero de 1800) fue un coronel alemán de origen bávaro al servicio de Carlos III de España, encargado de atraer colonos centroeuropeos a las nuevas poblaciones de Sierra Morena.

## Biografía
Thürriegel nació en el Bosque bávaro, en el seno de una familia de agricultores. Se inició como escribano en la administración Bräu Gossersdorf, para posteriormente ejercer como secretario de la corte electoral de Mitterfels. Con veinte años se une al cuerpo de voluntarios Gschray, para adherirse después como cadete al regimiento de infantería francés 'La Mark'. Durante la guerra de los Siete Años trabajó como espía para los servicios franceses, donde llegó a ascender a teniente coronel. Al no conseguir, como deseaba, crear un cuerpo de voluntarios propio en Francia, se alistó a uno nuevo prusiano fundado por su viejo conocido Gschray. Sin embargo, tras una disputa, Gschray le denunció ante el rey, por lo que Thürriegel fue arrestado en 1761. Fue liberado en 1763 al demostrar su inocencia. En 1766 Thürriegel publica un libelo sobre Gschray.
En 1767 Thürriegel se presenta ante el moderno e ilustrado rey de España Carlos III, para enseñarle su plan de colonización interna de España. Ya con la correspondiente autorización de la corona española, se dirigió a reclutar gente principalmente al sur de Alemania —Baden, Wurtemberg, Palatinado, Obispado de Maguncia y Tréveris, Alsacia y Lorena, Suiza, Flandes, entre otros—, consiguiendo reunir unos 7000 pobladores, con los que se fundaron 15 ciudades y 26 asentamientos en Sierra Morena y Andalucía, como por ejemplo Fuente Palmera, La Carolina, La Luisiana, El Campillo, La Carlota, Cañada Rosal o Aldeaquemada.
El gobierno de los estados de origen de los colonos entorpeció y prohibió la captación, llegando incluso a ofrecer dinero por la captura de Thürriegel. En contra de lo estipulado en el contrato con la corona española, no pudo reclutar únicamente a «preciados trabajadores católicos», sino en su mayoría solamente a jornaleros pobres, temporeros, campesinos y vagabundos. Tras el derrocamiento del director de la colonización, el superintendente de las Nuevas Poblaciones de Andalucía y Sierra Morena Pablo de Olavide y Jáuregui, decayeron entretanto las colonias. Los colonos emigrantes, los cuales en su mayoría tenían por lengua materna el alemán, adoptaron rápido el castellano, tal y como se deseaba desde el principio en el proceso de castellanización. En el año 1835 se eliminó su estatus especial y las ciudades y colonias se integraron en las administraciones provinciales corrientes.
En 1787 Thürriegel fue condenado a diez años de cárcel en Pamplona a causa de un delito aduanero. Tras cierto periodo de tiempo consiguió huir, pero en lugar de escapar hacia la frontera con Francia, acudió ante el rey, se postró a sus pies y le suplicó justicia y misericordia. Devuelto a la ciudadela de Pamplona, murió el 26 de enero de 1800, presumiblemente bajo un arresto más leve. Según las cartas de comunicación del escribano Mariano de Comas a la viuda de Thürriegel, le dejó en herencia un patrimonio de 15 053 reales, así como mobiliario antiguo: 

A la Señora condesa de Schwanenfeld y Turrijel se le pidió que pasara a recoger los muebles. Don Juan Gaspar de Turrijel fue enterrado en la iglesia de la ciudad.